# COROP
Een COROP-gebied is een regionaal gebied binnen Nederland dat deel uitmaakt van de COROP-indeling. Deze indeling wordt gebruikt voor analytische doeleinden. De naam COROP komt van Coördinatie Commissie Regionaal OnderzoeksProgramma. Dit was de naam van de commissie die in 1971 de indeling van Nederland in COROP-gebieden ontwierp. In totaal zijn er in Nederland 40 COROP-gebieden. Twee provincies (Flevoland en Utrecht) zijn elk in hun geheel één COROP-gebied, de overige zijn een gedeelte van één provincie en bestaan uit een aantal gemeenten.
Bij de opzet van de indeling stond het zogenaamde nodale indelingsprincipe voorop. Dit houdt in dat elk COROP-gebied een centrale kern (bijvoorbeeld een stad) heeft met een omliggend verzorgingsgebied. Er is bijvoorbeeld rekening gehouden met bestaande woonwerkrelaties. Dit nodale principe wordt echter soms geweld aangedaan, doordat, zoals gezegd, de begrenzing van de COROP-gebieden de provinciale grenzen volgt.
De COROP-indeling wordt gebruikt door onderzoeksinstellingen als het CBS en het RIVM om statistische gegevens te presenteren. Voor de vergelijkbaarheid van deze cijfers door de jaren heen, is het van belang dat de indeling niet te veel wordt gewijzigd. De COROP-indeling is dan ook sinds 1971 nauwelijks veranderd, wel zijn er diverse ingedeelde gemeenten gefuseerd.
Op Europees niveau vormen de COROP-gebieden de Nederlandse NUTS 3-gebieden.

## COROP-gebieden
| Nr | COROP-gebied                        | Gemeenten |
| -- | ----------------------------------- | --- |
| 01 | Oost-Groningen                      | Oldambt, Pekela, Stadskanaal, Veendam, Westerwolde |
| 02 | Delfzijl en omgeving                | Eemsdelta |
| 03 | Overig Groningen                    | Groningen, Het Hogeland, Midden-Groningen, Westerkwartier |
| 04 | Noord-Friesland                     | Achtkarspelen, Ameland, Dantumadeel, Harlingen, Leeuwarden, Noardeast-Fryslân, Schiermonnikoog, Terschelling, Tietjerksteradeel, Vlieland, Waadhoeke |
| 05 | Zuidwest-Friesland                  | De Friese Meren, Súdwest-Fryslân |
| 06 | Zuidoost-Friesland                  | Heerenveen, Ooststellingwerf, Opsterland, Smallingerland, Weststellingwerf |
| 07 | Noord-Drenthe                       | Aa en Hunze, Assen, Midden-Drenthe, Noordenveld, Tynaarlo |
| 08 | Zuidoost-Drenthe                    | Borger-Odoorn, Coevorden, Emmen |
| 09 | Zuidwest-Drenthe                    | Hoogeveen, Meppel, Westerveld, De Wolden |
| 10 | Noord-Overijssel                    | Dalfsen, Hardenberg, Kampen, Ommen, Staphorst, Steenwijkerland, Zwartewaterland, Zwolle |
| 11 | Zuidwest-Overijssel                 | Deventer, Olst-Wijhe, Raalte |
| 12 | Twente                              | Almelo, Borne, Dinkelland, Enschede, Haaksbergen, Hellendoorn, Hengelo, Hof van Twente, Losser, Oldenzaal, Rijssen-Holten, Tubbergen, Twenterand, Wierden |
| 13 | Veluwe                              | Apeldoorn, Barneveld, Ede, Elburg, Epe, Ermelo, Harderwijk, Hattem, Heerde, Nijkerk, Nunspeet, Oldebroek, Putten, Scherpenzeel, Voorst, Wageningen |
| 14 | Achterhoek                          | Aalten, Berkelland, Bronckhorst, Brummen, Doetinchem, Lochem, Montferland, Oost Gelre, Oude IJsselstreek, Winterswijk, Zutphen |
| 15 | Arnhem/Nijmegen                     | Arnhem, Berg en Dal, Beuningen, Doesburg, Druten, Duiven, Heumen, Lingewaard, Nijmegen, Overbetuwe, Renkum, Rheden, Rozendaal, Westervoort, Wijchen, Zevenaar |
| 16 | Zuidwest-Gelderland                 | Buren, Culemborg, Maasdriel, Neder-Betuwe, Tiel, West Betuwe, West Maas en Waal, Zaltbommel |
| 17 | Utrecht                             | Amersfoort, Baarn, De Bilt, Bunnik, Bunschoten, Eemnes, Houten, IJsselstein, Leusden, Lopik, Montfoort, Nieuwegein, Oudewater, Renswoude, Rhenen, De Ronde Venen, Soest, Stichtse Vecht, Utrecht, Utrechtse Heuvelrug, Veenendaal, Vijfheerenlanden, Wijk bij Duurstede, Woerden, Woudenberg, Zeist |
| 18 | Kop van Noord-Holland               | Den Helder, Drechterland, Enkhuizen, Hollands Kroon, Hoorn, Koggenland, Medemblik, Opmeer, Schagen, Stede Broec, Texel |
| 19 | Alkmaar en omgeving                 | Alkmaar, Bergen, Dijk en Waard, Heiloo |
| 20 | IJmond                              | Beverwijk, Castricum, Heemskerk, Uitgeest, Velsen |
| 21 | Agglomeratie Haarlem                | Bloemendaal, Haarlem, Heemstede, Zandvoort |
| 22 | Zaanstreek                          | Wormerland, Zaanstad |
| 23 | Groot-Amsterdam                     | Aalsmeer, Amstelveen, Amsterdam, Diemen, Edam-Volendam, Haarlemmermeer, Landsmeer, Oostzaan, Ouder-Amstel, Purmerend, Uithoorn, Waterland |
| 24 | Het Gooi en Vechtstreek             | Blaricum, Gooise Meren, Hilversum, Huizen, Laren, Wijdemeren |
| 25 | Agglomeratie Leiden en Bollenstreek | Hillegom, Kaag en Braassem, Katwijk, Leiden, Leiderdorp, Lisse, Noordwijk, Oegstgeest, Teylingen, Voorschoten, Zoeterwoude |
| 26 | Agglomeratie 's-Gravenhage          | Den Haag, Leidschendam-Voorburg, Pijnacker-Nootdorp, Rijswijk, Wassenaar, Zoetermeer |
| 27 | Delft en Westland                   | Delft, Midden-Delfland, Westland |
| 28 | Oost-Zuid-Holland                   | Alphen aan den Rijn, Bodegraven-Reeuwijk, Gouda, Krimpenerwaard, Nieuwkoop, Waddinxveen |
| 29 | Groot-Rijnmond                      | Albrandswaard, Barendrecht, Capelle aan den IJssel, Goeree-Overflakkee, Hoeksche Waard, Krimpen aan den IJssel, Lansingerland, Maassluis, Nissewaard, Ridderkerk, Rotterdam, Schiedam, Vlaardingen, Voorne aan Zee, Zuidplas                                                                        |
| 30 | Zuidoost-Zuid-Holland               | Alblasserdam, Dordrecht, Gorinchem, Hardinxveld-Giessendam, Hendrik-Ido-Ambacht, Molenlanden, Papendrecht, Sliedrecht, Zwijndrecht |
| 31 | Zeeuws-Vlaanderen                   | Hulst, Sluis, Terneuzen |
| 32 | Overig Zeeland                      | Borsele, Goes, Kapelle, Middelburg, Noord-Beveland, Reimerswaal, Schouwen-Duiveland, Tholen, Veere, Vlissingen |
| 33 | West-Noord-Brabant                  | Bergen op Zoom, Breda, Drimmelen, Etten-Leur, Geertruidenberg, Halderberge, Moerdijk, Oosterhout, Roosendaal, Rucphen, Steenbergen, Woensdrecht, Zundert |
| 34 | Midden-Noord-Brabant                | Alphen-Chaam, Altena, Baarle-Nassau, Dongen, Gilze en Rijen, Goirle, Hilvarenbeek, Loon op Zand, Oisterwijk, Tilburg, Waalwijk |
| 35 | Noordoost-Noord-Brabant             | Bernheze, Boekel, Boxtel, Land van Cuijk, 's-Hertogenbosch, Heusden, Maashorst, Meierijstad, Oss, Sint-Michielsgestel, Vught |
| 36 | Zuidoost-Noord-Brabant              | Asten, Bergeijk, Best, Bladel, Cranendonck, Deurne, Eersel, Eindhoven, Geldrop-Mierlo, Gemert-Bakel, Heeze-Leende, Helmond, Laarbeek, Nuenen, Gerwen en Nederwetten, Oirschot, Reusel-De Mierden, Someren, Son en Breugel, Valkenswaard, Veldhoven, Waalre                                          |
| 37 | Noord-Limburg                       | Beesel, Bergen, Gennep, Horst aan de Maas, Mook en Middelaar, Peel en Maas, Venlo, Venray |
| 38 | Midden-Limburg                      | Echt-Susteren, Leudal, Maasgouw, Nederweert, Roerdalen, Roermond, Weert |
| 39 | Zuid-Limburg                        | Beek, Beekdaelen, Brunssum, Eijsden-Margraten, Gulpen-Wittem, Heerlen, Kerkrade, Landgraaf, Maastricht, Meerssen, Simpelveld, Sittard-Geleen, Stein, Vaals, Valkenburg aan de Geul, Voerendaal |
| 40 | Flevoland                           | Almere, Dronten, Lelystad, Noordoostpolder, Urk, Zeewolde |

Oost-Groningen · Delfzijl en omgeving · Overig Groningen · Noord-Friesland · Zuidwest-Friesland · Zuidoost-Friesland · Noord-Drenthe · Zuidoost-Drenthe · Zuidwest-Drenthe · Noord-Overijssel · Zuidwest-Overijssel · Twente · Veluwe · Achterhoek · Arnhem/Nijmegen · Zuidwest-Gelderland · Utrecht · Kop van Noord-Holland · Alkmaar en omgeving · IJmond · Agglomeratie Haarlem · Zaanstreek · Groot-Amsterdam · Het Gooi en Vechtstreek · Agglomeratie Leiden en Bollenstreek	 · Agglomeratie 's-Gravenhage · Delft en Westland · Oost-Zuid-Holland · Groot-Rijnmond · Zuidoost-Zuid-Holland · Zeeuws-Vlaanderen · Overig Zeeland · West-Noord-Brabant · Midden-Noord-Brabant · Noordoost-Noord-Brabant · Zuidoost-Noord-Brabant · Noord-Limburg · Midden-Limburg · Zuid-Limburg · Flevoland